# Великодня хроніка
Велико́дня хро́ніка або Пасха́льна хро́ніка (грец. Πασχάλιο χρονικό, лат. Chronicon Paschale) — анонімний візантійський літопис, що охоплює всесвітню історію від створення світу до правління імператора Іраклія.
Загальноприйнята назва літопису дана Дюканжем за великодніми таблицями (пасхалії), зображеними на зворотному боці двох аркушів рукопису. Поряд із цим, існують й інші назви хроніки. Одна з них — Fasti Siculi.
Хроніка збереглася в єдиному рукописі XI століття й обривається на описі сходження на престол шаха Кавада (8 квітня 628 року). Про автора літопису не відомо до суті нічого. Можна припустити, що він був духовною особою і перебував у свиті патріарха Сергія I. Крім загальноісторичного завдання — уявлення процесу всесвітньої історії в рамках біблійної хронології, автор хроніки ставив перед собою завдання створення керівництва для одноманітного обчислення пасхалій.
Як вихідна точка визначення пасхального циклу хроніст обрав 21 березня 5507 року, що є першим відомим прикладом використання візантійської ери. Переказ подій, заснований на біблійних подіях та компіляції з великої кількості джерел, побудовано за строго хронологічною засадою. Хроніка є цінною тим, що її автору були доступні багато історичних праць, які або не дійшли до нашого часу, або збереглися в надзвичайно неповному вигляді. Для найдавнішого періоду основним джерелом була праця християнського історика Секста Юлія Африкана. Для обчислення пасхалій автор користувався творами Євсевія Кесарійського. Серед інших джерел — повна версія «Хронографії» Іоанна Малали, консульські фасти при описах подій часів Римської республіки, житія святих, «Християнська топографія» Козьми Індикоплова та багато інших.
Особливу цікавість представляє переказ подій, пов'язаних з повстанням Ніка; воно зображено з масою подробиць і на тлі надзвичайно бідного, нерідко складеного тільки з консульських фастів, переказ епохи Юстиніана це особливо впадає у вічі. Починаючи з другого дня повстання (14 січня) переказ стає таким докладним і насиченим фактичним матеріалом, як жоден інший твір, що стосується повстання. Джон Б'юрі висловив думку, що ці подробиці було взято з повної версії «Хронографії» Малали, яка не дійшла до нас, однак ця точка зору викликає заперечення.
З подій VI століття такої уваги удостоївся тільки Юстиніановий Едикт про істинну віру, наведений цілком. Поза тим, події до кінця правління Маврикія складаються майже з консульських фастів. Тільки остання частина, що охоплює кінець царювання Маврикія, правління Фоки й опис перших 17 років царювання Іраклія справляють враження написаних сучасником подій.
Тривалий час «Великодня хроніка» оцінювалася досить низько, як з наукової, так і з літературної точок зору. Карл Крумбахер вважав, що популярністю хроніка, рівно як і праця Малали, була зобов'язана тим, що задовольняла потребу простих візантійців в історичній відомостях. Утім останнім часом, у зв'язку зі зростанням у науковій літературі зацікавлення до проблеми історичного часу, відбулася переоцінка візантійської хронографії загалом та «Великодньої хроніки» зокрема.

## Видання
- Chronicon Paschale / Ed. L. Dindorfius. — Bonn, 1832. — Bd. 1—2.
- Chronicon Paschale 284–628 AD / Translated with introduction and notes by Michael Whitby and Mary Whitby. — 2nd imp.. — Liverpool University Press, 2007. — Vol. 7. — 239 p. — (Translated Texts for Historians). — ISBN 978-0-85323-096 0.
- Пасхальная хроника / Пер. с греч., вступ. ст., коммент. Л. А. Самуткиной. — Византийская библиотека. Источники. — Алетейя, 2004. — 224 с. — 1000 прим. — ISBN 5-89329-686-9.